# رانگن
رانگن (به فرانسوی: Rangen) یک کمون در فرانسه است که در Canton of Marmoutier واقع شده‌است.

## خصوصیات
رانگن ۱٫۶۵ کیلومترمربع مساحت و ۱۵۹ نفر جمعیت دارد.